# Robert Jacobus Forbes
Pour les articles homonymes, voir Forbes (homonymie).
Robert Jacobus Forbes ou Robert James Forbes, né le 21 avril 1900 à Breda et mort le 13 janvier 1973 à Haarlem, est un chimiste néerlandais, historien des sciences et professeur de l'histoire des sciences appliquées et de technologie à l'Université d'Amsterdam. 
À son époque, Forbes était l'un des historiens de la technologie les plus connus et respectés à l'échelle internationale, et il reçut la première médaille Leonardo da Vinci, la plus haute distinction décernée par la Society for the History of Technology (SHOT)

## Prix et distinctions
Forbes est membre de l'Académie royale néerlandaise des arts et des sciences.
En 1962 il est le premier lauréat de la médaille Léonard-de-Vinci décernée par la Society for the History of Technology (en).